# Hieracium macradenium
Hieracium macradenium es una especie de planta con flor del género Hieracium, de la familia Asteraceae, orden Asterales.

## Distribución
Hieracium macradenium se distribuye por Suecia.

## Taxonomía
Fue descrita científicamente por (Dahlst.) Brenner.